# Conus floridanus
Espèce
Conus floridanus est une espèce de mollusques gastéropodes marins de la famille des Conidae.
Comme toutes les espèces du genre Conus, ces escargots sont prédateurs et venimeux. Ils sont capables de « piquer » les humains et doivent donc être manipulés avec précaution, voire pas du tout.

## Taxonomie

### Publication originale
L'espèce Conus floridanus a été décrite pour la première fois en 1869 par le paléontologue américain William More Gabb (1839-1878) dans .

### Synonymes
- Conus (Leptoconus) floridanus (Gabb, 1869) · appellation alternative
- Conus floridanus f. floridensis G. B. Sowerby II, 1870 · non accepté
- Conus floridanus floridensis G. B. Sowerby II, 1870 · non accepté
- Conus floridensis G. B. Sowerby II, 1870 · non accepté
- Gradiconus floridanus (Gabb, 1869) · non accepté
- Gradiconus floridanus f. floridensis G. B. Sowerby II, 1870 · non accepté

### Sous-espèces
- Conus floridanus burryae Clench, 1942 accepté en tant que Conus burryae Clench, 1942 (basionym)
- Conus floridanus floridensis G. B. Sowerby II, 1870 accepté en tant que Conus floridanus Gabb, 1869
- Conus floridanus patglicksteinae Petuch, 1987 accepté en tant que Conus patglicksteinae Petuch, 1987
- Conus floridanus tranthami Petuch, 1995 accepté en tant que Conus tranthami Petuch, 1995

### Formes
- Conus floridanus f. floridensis G. B. Sowerby II, 1870 accepté en tant que Conus floridanus Gabb, 1869